# Artur Lipiński
Artur Lipiński, właśc. Artur Mariusz Lipiński (ur. 26 stycznia 1966 we Frysztaku) – polski prawnik, sędzia, osobowość telewizyjna, wykładowca Krajowej Szkoły Sądownictwa i Prokuratury w Krakowie. 
Występował w programie Sąd rodzinny produkowanym w latach 2008-2011 przez stację TVN.

## Życiorys
Jest absolwentem studiów prawniczych na Uniwersytecie Marii Curie-Skłodowskiej w Lublinie. 
W 1994 został sędzią Sądu Rejonowego w Lesku, od 1999 do 2001 był również jego prezesem. Aktualnie pracuje jako sędzia w Sądzie Okręgowym w Krośnie, a od 2005 jest jego rzecznikiem prasowym.
Jako członek składu orzekającego wydał wyrok w sprawie zabójstwa na tle seksualnym pięcioletniej dziewczynki z Ustrzyk Dolnych, Zajmował się także tematem molestowania dzieci i wywożenia nastolatek do niemieckich agencji towarzyskich.
W latach 2008-2011 występował w roli głównej serialu Sąd rodzinny, gdzie jako sędzia przewodniczący wydawał orzeczenia i przewodniczył posiedzeniom sądu z zakresu spraw o rozwód, alimenty, eksmisje, wnioski o ograniczenie lub pozbawienie władzy rodzicielskiej, czy też przeciwko nieletnim oskarżonym o różne czyny karalne. Głównym celem serialu było przybliżenie widzowi procedur postępowania sądowego w sprawach rodzinnych i nieletnich oraz oswojenie go z nimi.
Od czasu zakończenia emisji serialu z jego udziałem, mężczyzna działa również społecznie na rzecz propagowania wiedzy prawnej. Bierze udział w wielu spotkaniach i konferencjach, głównie z udziałem młodzieży.

## Telewizja
2008-2011: Sąd rodzinny (serial telewizyjny) – jako on sam.

## Życie prywatne
Ma syna Wojciecha, jego żona jest polonistką.